# WinGKorea Consulting
WinGKorea Consulting ist ein auf Politikberatung spezialisiertes Unternehmen aus Südkorea, das seit 2009 in diesem Bereich tätig ist. Der Mitgründer und Geschäftsführer ist Park Si-young.
Das Unternehmen ist gegliedert in drei Bereiche, nämlich Meinungsforschung, Öffentliche Politik und Öffentlichkeitsarbeit, die jeweils von einer Expertengruppe fachlich betreut werden. Das Unternehmen wendet dabei sowohl Methoden der quantitativen als auch der qualitativen Sozialforschung an.
Das Unternehmen berät Regierungen, Städte und Gemeinden, Parteien, Verbände und Einzelpersonen sowohl in Südkorea als auch in anderen Ländern, und beteiligte sich maßgeblich an allen Präsidentschaftswahlen und Parlamentswahlen in Südkorea seit 2012.